# Niski Mur (Krzemionki)
Niski Mur – najdalej na południe wysunięta część muru skalnego na Krzemionkach w Krakowie. U jego podnóża znajduje się ogólnodostępny plac zabaw, nad murem stoi Fort „Benedykt”.
Niski Mur wraz z Estetami ma długość około 60 m i ciągnie się od południowego końca po murowane ogrodzenie dawnego getta żydowskiego. Jest pozostałością nieczynnego Kamieniołomu pod św. Benedyktem. Zbudowany jest z wapieni z niewielką domieszką krzemieni. Uprawiana jest na nim wspinaczka skalna i jest to najbardziej wśród wspinaczy popularny rejon wspinaczkowy na Krzemionkach. Niektóre jego drogi wspinaczkowe mają jednak starą i niebezpieczną asekurację wymagająca wymiany. Niski Mur ma wysokość 8 m i pionowe ściany o wystawie wschodniej. Znajduje się na terenie otwartym, ale częściowo zacienionym przez drzewa. Jest na nim 10 dróg wspinaczkowych o trudności od V+ do VI.4+ w skali polskiej. 7 z nich ma zamontowane punkty asekuracyjne w postaci ringów (r), spitów (h) i ringów zjazdowych (rz).

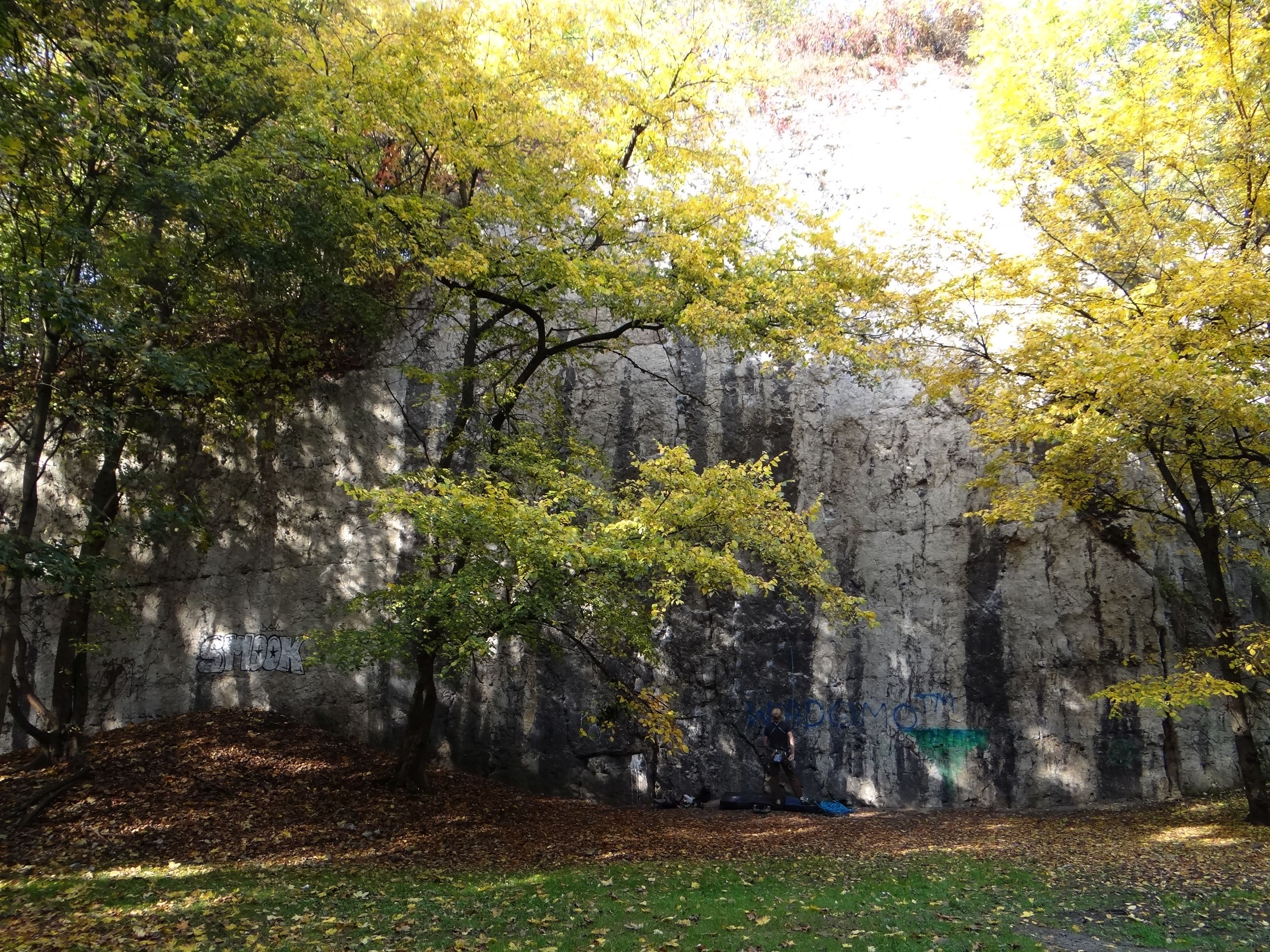
Niski Mur i Esteci
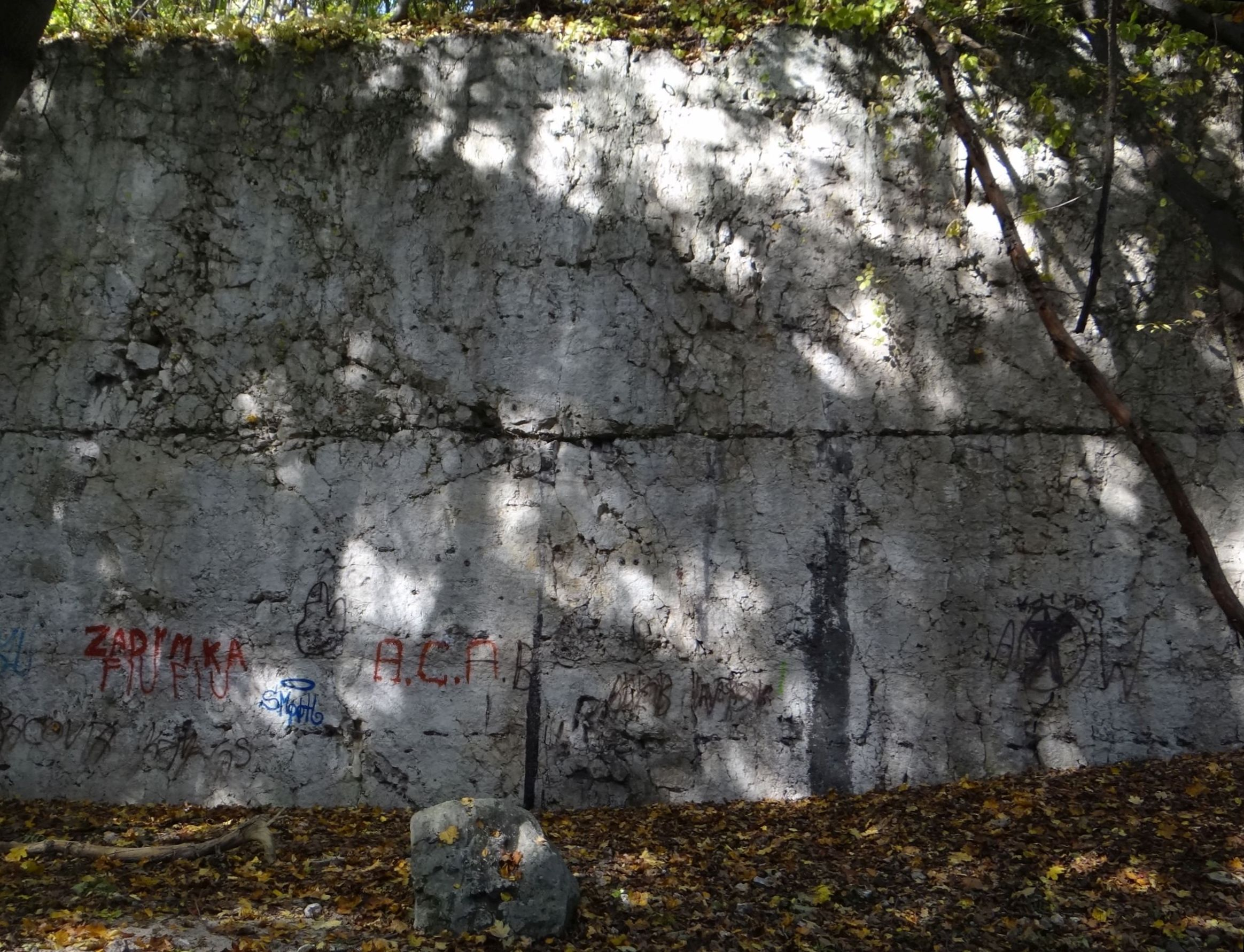
Niski Mur
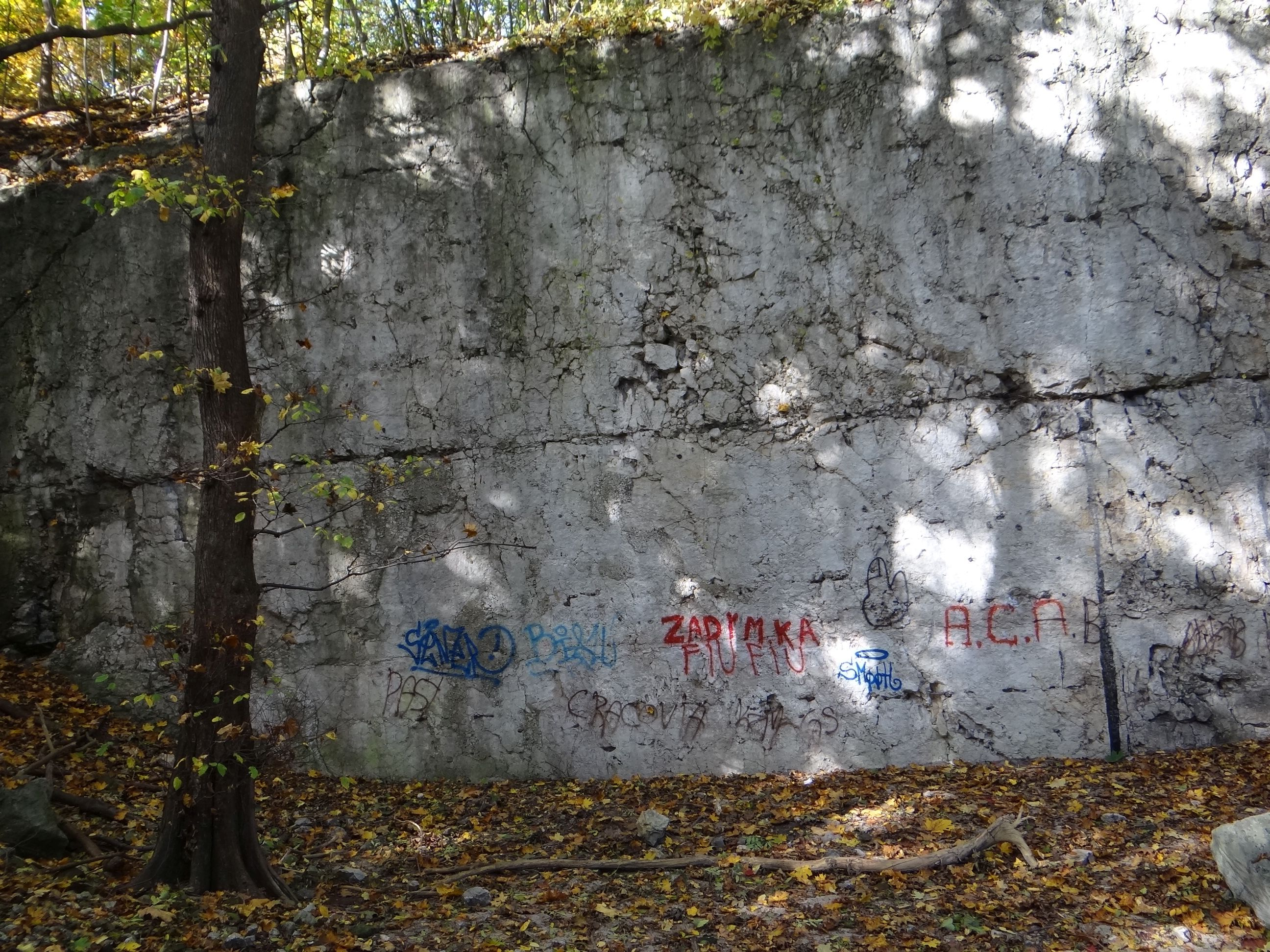
Niski Mur
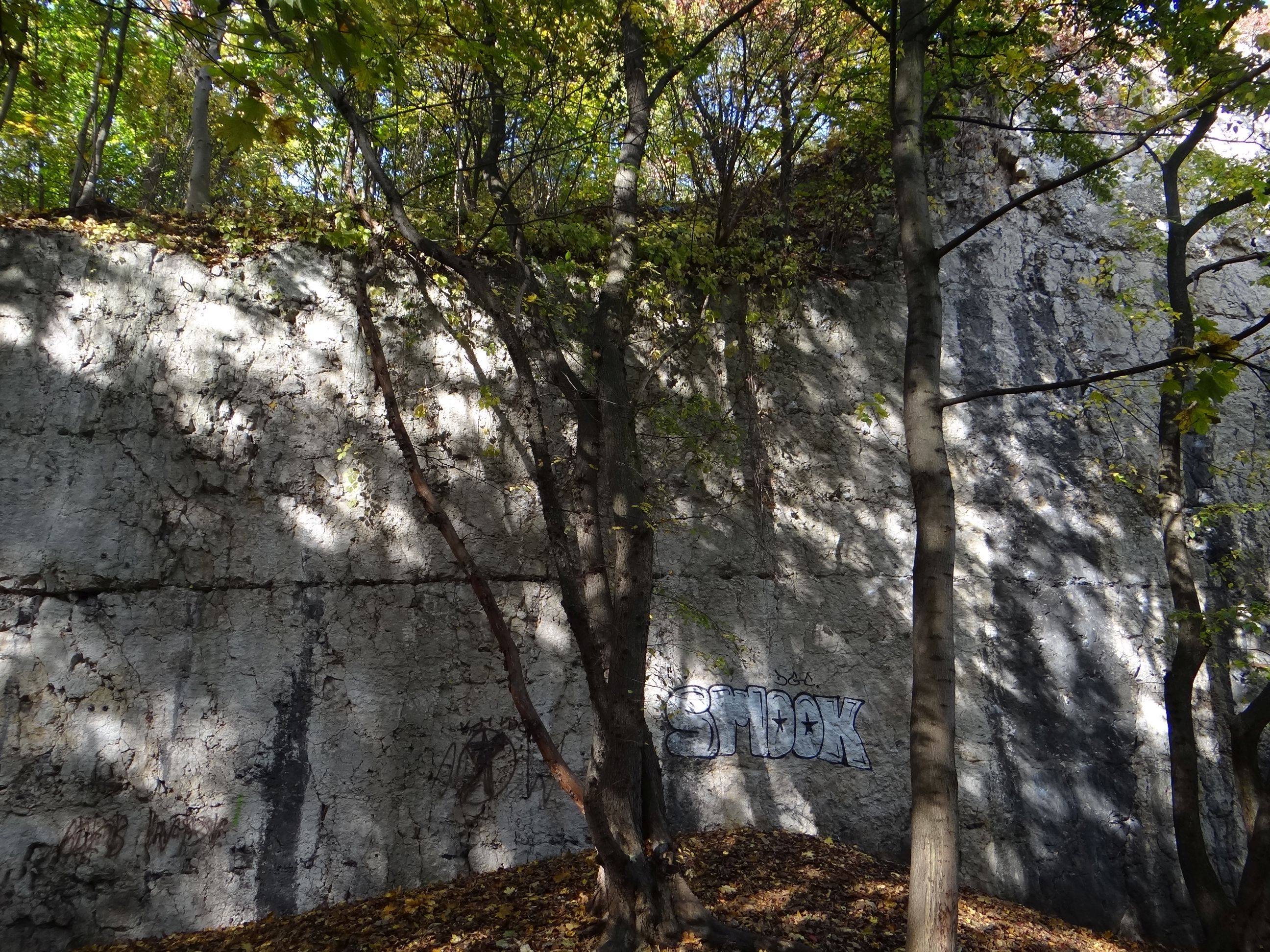
Niski Mur

W bazie topo portalu wspinaczkowego wyróżnione są dwie części muru: Niski Mur i Esteci. Paweł Haciski w przewodniku wspinaczkowym opisuje je razem pod nazwą Esteci. Przedłużeniem Niskiego Muru i Estetów jest Mur za Szkołą, na którym również uprawiana jest wspinaczka skalna.

## Drogi wspinaczkowe
1. Wszystko będzie dobrze; V (1r+1s+rz),
2. Żółte zęby; VI (2r+rz),
3. Corega tabs; VI.2 (3r+rz),
4. Twarz Gorgony; VI.3+ (1r+3s+rz),
5. Falstart; V.2+,
6. Maluszek; VI.1+,
7. Boulder Dash; VI.2,
8. Ostatnie promile lata; VI.2 (3r+rz),
9. Jawne królestwo; VI.+ (3r+rz)
10. Delirium tremens; VI.4+ (4r+rz)[4].